# Norra Karelen
Norra Karelen (finsk Pohjois-Karjalan maakunta) er et landskab og en sekundærkommune i det østlige Finland.
Norra Karelen består af 13 kommuner, der tilsammen havde næsten 161.662 indbyggere (30.6. 2024). Joensuu er landskabets hovedby.

## Nabolandskaber
Norra Karelen grænser i sydvest op til Södra Karelen, i vest til Södra Savolax og Norra Savolax, i nord til landskabet Kajanaland og i øst til Rusland.

## Regionen Østfinland
Norra Karelen hører administrativt under Østfinlands regionsforvaltning. Det samme gør landskaberne Södra Savolax og Norra Savolax.
Som resten af Sydøstfinland hører Norra Karelen under Östra Finlands militärlän.

## Kommuner
Norra Karelen består af 13 kommuner. De fem byer (städer) er skrevet med fed skrift.
- Rääkkylä - Bräkylä
- Ilomantsi - Ilomants
- Joensuu
- Juuka - Juga
- Kitee - Kides
- Kontiolahti - Kontiolax
- Lieksa
- Liperi - Libelits
- Nurmes
- Outokumpu
- Polvijärvi
- Tohmajärvi
- Valtimo

- Wikimedia Commons har flere filer relateret til Norra Karelen

63°N 30°Ø / 63°N 30°Ø